# Fernando Villaamil

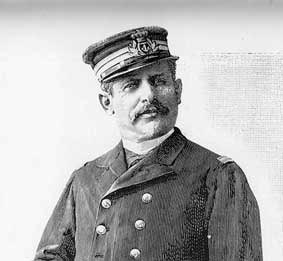
Fernando Villaamil

Fernando Villaamil (23 de novembro de 1845 - 03 de julho de 1898) foi um oficial espanhol da Marinha, lembrado por seu profissionalismo, reconhecido internacionalmente por ser o criador do primeiro destróier navio de guerra da história e por sua morte heróica na naval Batalha de Santiago de Cuba da Guerra Hispano-Americana , sendo o mais alto oficial espanhol a sofrer esse destino nesse caso.

## Vida
Fernando Villaamil nasceu em Serantes, perto Castropol (Astúrias), no norte da Espanha, menos de uma milha a partir do Golfo da Biscaia. Ele descende de uma família de nobres e respeitados proprietários, mas seu pai viu-se quase completamente em ruínas, e teve que vender todos os seus bens, incluindo a casa da família ancestral. Parece que este evento produziu um forte sentimento misto de tanto carinho e raiva sobre a sua região natal em Fernando, que duraria para o resto de sua vida.
Em 1861 ele entrou para o Colégio Naval de San Fernando, e um ano mais tarde, ele foi, como guarda-marinha, a bordo da fragata Esperanza, o primeiro da longa série de navios de guerra em que ele iria servir o seu país até o Furor.
Ele, então, servido na Filipinas e Cuba , os últimos restos do império espanhol , e em 1873 ele estava de volta na Espanha e foi nomeado como professor na Escola Naval que a Marinha espanhola realizada a bordo de uma fragata ancorada na base naval de Ferrol. Ao longo dos anos seguintes Villaamil aproveitou as oportunidades de estudar e escrever apresentadas por seu novo trabalho, tornando-se um dos mais conhecidos e respeitados oficiais da Marinha espanhola.

## O Destruidor

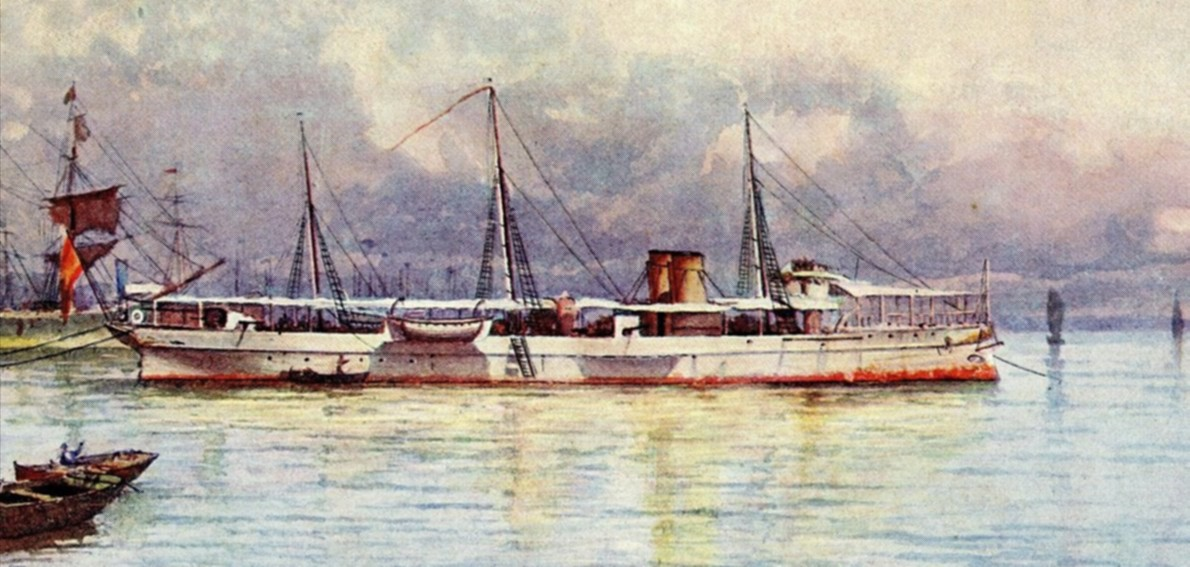
Destruidor

Em 1884, foi nomeado segundo oficial no Ministério da Marinha. Como tal, ele tomou a iniciativa de estudar e projetar uma nova classe de navios destinada a lutar contra os torpedos.
Uma vez ele chegou a suas conclusões sobre o assunto, ele obteve a concordância do Ministro da Marinha, Manuel Pezuela, e selecionou os estaleiros britânicos de James Thompson & George , em Clydebank para construir o novo navio, começando em 1885.
Villaamil foi atribuído à Grã-Bretanha para supervisionar os trabalhos e estudar os procedimentos de funcionamento dos estaleiros navais britânicos, bem como a nova Engenheiros do núcleo. Em 19 de janeiro de 1887, o Destruidor, o primeiro barco contra-torpedeiro, foi formalmente entregue à Marinha espanhola, com grandes expectativas da comunidade naval europeia.
No dia 24 o navio, que tinha alcançado 22,5 nós (41,7 km / h) nos ensaios, levantou âncora em Falmouth , delimitada por Vigo , com Villaamil no comando. Vinte e quatro horas mais tarde, ele chegou à costa espanhola, fazendo 18 nós (33 km / h) por meio de uma tempestade na Baía de Biscaia.
Em um dia as dúvidas sobre a navegabilidade do navio foram respondidas para sempre, e seu criador e comandante tinha todos os motivos para se sentir orgulhoso. Como conseqüência do sucesso do Destruidor, a reputação profissional Villaamil cresceu, tanto na Espanha como no exterior.

## Nautilus
Villaamil assumiu o comando da corveta Nautilus, onde fez um cruzeiro ao redor do mundo.

## Guerra Hispano-Americana
Villaamil partiu com a frota espanhola da Espanha até Cuba, onde ficaram bloqueados pelos norte-americanos, depois de 37 dias, o AlmirantePascual Cervera tentou furar o bloqueio e navegar para o mar aberto, mas os norte-americanos descobriram e perseguiram os espanhóis, o Furor estava sob o comando de Villaamil que lutou com bravura contra os norte-americanos, até que o USS Gloucester acertou um tiro no Furor matando quase toda a tripulação e o próprio Villaamil, o Furor naufragou levando os corpos de seus tripulantes.